# Stadion Woudestein
Stadion Woudestein je fotbalový stadion v nizozemském městě Rotterdam, který je domovem klubu SBV Excelsior a slouží mu od doby jeho založení v roce 1902. Kapacita je 3 531 míst k sezení.
Stadion je domovem Excelsioru od počátku 20. století, v jeho první polovině s určitými přestávkami. Trvalým domovem se stal až v roce 1939 po velké rekonstrukci. V době druhé světové války nemohl sloužit sportu, byly zde umístěny protiletecké kanóny. Další rekonstrukce proběhly v letech 1958 a 1973. V 90. letech 20. století byl stadion již zastaralý a klub sondoval možnost sdílet případně nové hřiště se Spartou Rotterdam. Plán se nerealizoval, místo toho proběhla rekonstrukce Woudesteinu. Nově otevřen byl 31. července 2000 přátelským zápasem s Feyenoordem Rotterdam.
Jedna z tribun je pojmenována podle Robina van Persieho, který působil v mládežnické akademii Excelsioru.